# Guanare
Guanare (originalmente llamada Villa del Espíritu Santo del Valle de San Juan de Guanaguanare) es la capital del estado Portuguesa, en Venezuela. Fue fundada el 3 de noviembre de 1591 por el portugués Juan Fernández de León. En 1786, cuando se creó la Comandancia General de Barinas, formó parte de ella, quedando comprendida en la Provincia de Caracas. En 1824, los cantones de Guanare, Ospino y Araure fueron separados de la Provincia de Caracas y reincorporados a Barinas, la cual había adquirido el rango de Provincia. En 1851, se creó la Provincia de Portuguesa con los cantones de Guanare, Araure, Guanarito y Ospino. En abril de 1881, Portuguesa, Cojedes y Zamora se fusionaron en el Gran Estado Sur de Occidente; esta unión duró hasta 1909, Guanare fue designada como capital del Estado por decreto del presidente Eleazar López Contreras hasta la actualidad. Esta ciudad, además de ser la primera que se funda en el Estado Portuguesa, es una de las pocas ciudades de América que conserva el acta de fundación.
Guanare está emplazada a 183 m de altitud, en el piedemonte andino-llanero, concretamente en la divisoria de aguas de los ríos Portuguesa y Guanare, en ella se asienta la gobernación del estado tiene entre sus funciones distribuir los recursos equitativamente según su población, en todos los municipios de la región. Según el INE para el año 2020, Guanare posee una población de 241 050 habitantes.
Guanare es también el municipio más poblado del estado Portuguesa y el principal, dividido en 5 parroquias; Guanare, Córdova, San José de la Montaña, San Juan de Guanaguanare, y la Virgen de Coromoto.
La actividad agrícola es el sector económico que predomina en todo el Municipio Guanare.
Guanare representa un gran atractivo turístico, religioso y cultural. Es considerada la "Atenas de los Llanos" por albergar gran diversidad de ateneos, museos, escuelas de artes y cultura en general. Guanare también considerada "la capital espiritual de Venezuela" por la historia de que en sus llanuras se le presentó la advocación mariana Nuestra Señora de Coromoto al indígena Coromoto. Esta virgen es venerada en Guanare. Fue declarada como la patrona de Venezuela por el papa Pío XII en 1950; y desde el 19 de noviembre de 2011, Patrona Principal de la Iglesia arquidiocesana de Caracas luego que la Santa Sede aprobó su designación. Junto a la Virgen de Guadalupe, son las dos únicas advocaciones marianas en el mundo que dejaron huellas creíbles de su aparición. En la actualidad, Guanare es una de las pocas ciudades de Venezuela que conserva parte de su casco histórico intacto, y es en general una ciudad de estilo artístico de la colonia.

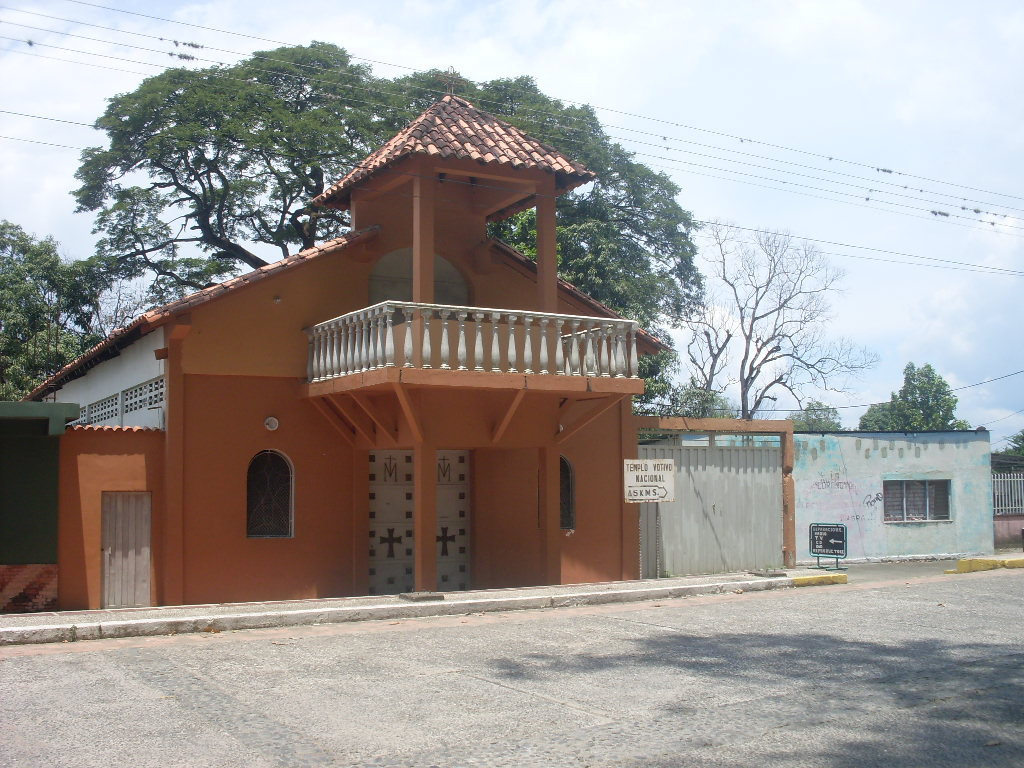
Iglesia en Guanare.

## Símbolos

### Bandera
Fue creada el 29 de octubre de 1991 por Eddy Ferrer Luque cronista del pueblo. Es un rectángulo dividido por una diagonal del vértice inferior izquierdo al superior derecho. El triángulo superior es de color azul celeste y representa la profundidad espiritual, la reflexión y el pensamiento Guanareño. En la parte superior izquierda aparece el escudo del municipio Guanare. El triángulo inferior es de color amarillo y representa la gran producción económica que representa el municipio para el estado.

### Escudo
En la parte superior aparece el nombre de Guanare. El pueblo fue consagrado al Espíritu Santo, representado en la Divina Ave. En campo azul que representa el cielo, cuatro estrellas doradas, la faja central inserta el primer verso del Himno Latino dedicado al Espíritu Santo: VENI CREATOR SPIRITUS, en el tercio inferior las montañas representan las estribaciones de la Cordillera Andina que llegan por el norte.Los ríos que descienden de las montañas a diestra y siniestra representan los ríos Guanare y Portuguesa entre los cuales está situada el pueblo aparece representado en las casas a los lados las alabardas recuerdan a los hombres de armas que la fundaron. Las palmas representan la feracidad del suelo y la cinta recuerda la fecha de fundación.

### Himno
El himno del pueblo de Guanare fue creado el 11 de octubre de 1996 la letra es del Prof. Manuel Pérez Cruzatti y la música del Dr. Alirio Abreu.
- Coro

Del madero su timbre el metal
esparció por las ondas del río
y en la estirpe de su señorío
a Guanare dio nombre inmortal.
I
Se registra con fe y voluntad
en el Acta el feliz nacimiento
y la urbe con gran lucimiento
ha sabido luchar y triunfar.
II
En la selva el Don Celestial
desde el predio del indio altanero
resplandece un nuevo sendero
de Guanare en lo espiritual.
- Coro (Bis)

III
Campo fértil de la educación
el Decano Colegio de Unda
cual semilla en gleba fecunda
da su fruto la idea en sazón.
IV
¡Qué gran hecho sublime ocurrió!
¡La Campaña Admirable en la historia...!
y Guanare se plena de euforia
y a Bolívar su ayuda brindó.
Coro (Bis)
V
Muchos siglos se ven desfilar
al cobijo de un cielo gentil...
sol de enero y lunas de abril
iluminan tu suelo ancestral.
VI
Porque has hecho camino al andar
y los golpes del tiempo has vencido
hoy Guanare avanzas altivo
hacia un mundo de luz y de paz.
- Coro (Bis)

## Geografía física

### Localización
Guanare es una localidad situada en el centro-occidente de Venezuela, en el pie de monte, entre los ríos Guanare y Portuguesa.
Está a una altitud de 183 m s. n. m., está ubicada sobre un extenso y ventilado valle del piedemonte y el alto llano, en la cuenca del Río Guanare. Durante la expedición en busca de un lugar para fundar otra ciudad entre la ciudad de Acarigua hasta el límite territorial los llanos, ya había mucha distancia sin población alguna que asegurase la posesión hispánica, se escogió un terreno medianamente plano entre dos ríos.

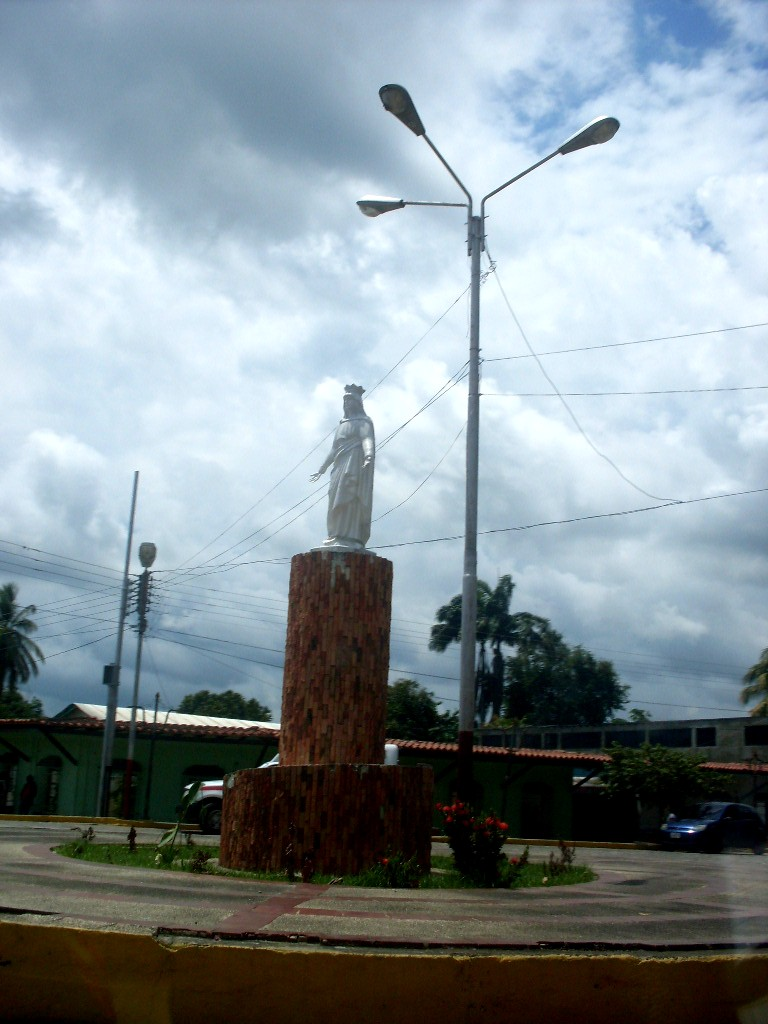
Guanare 2010 014

## Historia
En 1929, el pueblo fue ocupado durante el levantamiento militar de la La Gabaldonera en contra del dictador Juan Vicente Gómez.
Guanare sufrió el derrumbe de su catedral hace casi 200 años producto de un terremoto que sacudió a la ciudad, hecho por el cual no se pueden construir edificios en la misma, por agrietarse las construcciones con los constantes movimientos telúricos.[¿cuándo?]

## Clima
Guanare tiene un clima relativamente homogéneo, donde la temperatura mínima promedio oscila entre los 20 y los 35 °C, siendo ésta regulada por los vientos provenientes del golfo de Venezuela y los alisios que remontan los Llanos, los cuales producen áreas de nubosidad y lluvias torrenciales frecuentes.
Un clima de Sabana típico de la zona llanera de Venezuela donde se encuentra ubicada Guanare. Tiene dos periodos bien marcados, uno seco, que va de diciembre a abril, y otro lluvioso de mayo a noviembre.
Durante principios de la sequía (diciembre, enero y febrero) se caracteriza por la escasez de lluvias, y una gran amplitud térmica, donde en las noches por lo general son frescas, madrugadas con hasta 19 °C, y por el día mucho calor (max 29-31 °C). Es esta también la época más ventosa del año. Hacia el mes de marzo y comienzos de abril, la amplitud térmica diaria se reduce un poco, trayendo consigo la temporada más calurosa en el pueblo. La temperatura más baja registrada es de 17 °C el 5 de abril de 1984 y la más alta de 41 °C durante varias ocasiones y olas de calor ocurridas con el fenómeno El Niño.
Temperaturas y precipitaciones
| Parámetros climáticos promedio de Guanare                              | Parámetros climáticos promedio de Guanare | Parámetros climáticos promedio de Guanare | Parámetros climáticos promedio de Guanare | Parámetros climáticos promedio de Guanare | Parámetros climáticos promedio de Guanare | Parámetros climáticos promedio de Guanare | Parámetros climáticos promedio de Guanare | Parámetros climáticos promedio de Guanare | Parámetros climáticos promedio de Guanare | Parámetros climáticos promedio de Guanare | Parámetros climáticos promedio de Guanare | Parámetros climáticos promedio de Guanare | Parámetros climáticos promedio de Guanare |
| Mes                                                                    | Ene.                                      | Feb.                                      | Mar.                                      | Abr.                                      | May.                                      | Jun.                                      | Jul.                                      | Ago.                                      | Sep.                                      | Oct.                                      | Nov.                                      | Dic.                                      | Anual                                     |
| ---------------------------------------------------------------------- | ----------------------------------------- | ----------------------------------------- | ----------------------------------------- | ----------------------------------------- | ----------------------------------------- | ----------------------------------------- | ----------------------------------------- | ----------------------------------------- | ----------------------------------------- | ----------------------------------------- | ----------------------------------------- | ----------------------------------------- | ----------------------------------------- |
| Temp. máx. media (°C)                                                  | 32                                        | 31                                        | 32                                        | 32                                        | 30                                        | 30                                        | 29                                        | 30                                        | 31                                        | 31                                        | 30                                        | 32                                        | 30.8                                      |
| Temp. media (°C)                                                       | 26                                        | 27                                        | 27                                        | 27                                        | 26                                        | 25                                        | 25                                        | 26                                        | 26                                        | 26                                        | 26                                        | 26                                        | 26.1                                      |
| Temp. mín. media (°C)                                                  | 18                                        | 21                                        | 21                                        | 22                                        | 20                                        | 20                                        | 19                                        | 20                                        | 20                                        | 19                                        | 21                                        | 20                                        | 20.1                                      |
| Lluvias (mm)                                                           | 5.1                                       | 15.2                                      | 25.4                                      | 106.7                                     | 193.0                                     | 238.8                                     | 218.4                                     | 198.1                                     | 162.6                                     | 177.8                                     | 111.8                                     | 38.1                                      | 1491                                      |
| Días de lluvias (≥ 1.0 mm)                                             | 2.0                                       | 1.8                                       | 2.7                                       | 8.6                                       | 14.3                                      | 17.9                                      | 17.8                                      | 15.9                                      | 13.1                                      | 12.7                                      | 8.7                                       | 4.0                                       | 119.5                                     |
| Horas de sol                                                           | 194                                       | 198                                       | 211                                       | 208                                       | 192                                       | 176                                       | 166                                       | 172                                       | 170                                       | 205                                       | 193                                       | 181                                       | 2266                                      |
| Fuente n.º 1: Instituto Nacional de Meteorología e Hidrología (INAMEH) |                                           |                                           |                                           |                                           |                                           |                                           |                                           |                                           |                                           |                                           |                                           |                                           |                                           |
| Fuente n.º 2: Hong Kong Observatory (sun only)                         |                                           |                                           |                                           |                                           |                                           |                                           |                                           |                                           |                                           |                                           |                                           |                                           |                                           |

## Zonas protegidas

### Parque los Samanes
Fue construido en 1983. La tradición cuenta que bajo los frondosos samanes que actualmente conforman el parque, acampó el ejército del Libertador Simón Bolívar durante la Campaña Admirable de 1813.

### Parque José Antonio Páez
Al suroeste de Guanare, se halla este complejo ferial que cuenta con 13,8 hectáreas desarrolladas. El 5% del terreno tiene instalaciones como el Pabellón de Exposiciones, el Centro de Convenciones y el Museo de los Llanos. Fue inaugurado en 1993 por la alcaldía de Guanare a cargo de Edgar Cadet, y dos años más tarde se creó la Fundación Museo de los Llanos (Fundallanos), adscrito a la Corporación Regional de Turismo (Corpotur), este parque es considerado el pulmón vegetal del municipio Guanare.

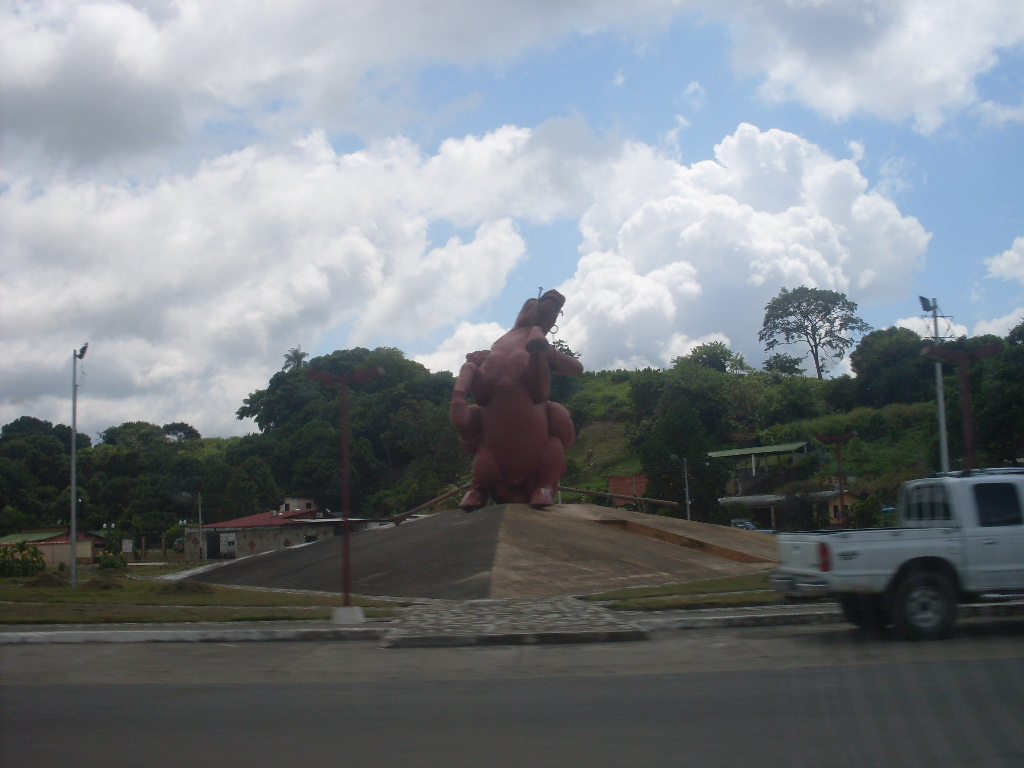
Guanare 2010 012

## Historia
En 1859 ocurre la Guerra Federal. Los Federales al mando del General Ezequiel Zamora, se ven obligados a retirarse de Guanare, quienes incendian el pueblo y el mismo queda reducido a escombros. Posteriormente, a raíz de la promulgación de la Constitución Federal en 1868, se decidió unir las entidades Zamora y Portuguesa en una sola y llamarla estado Zamora con capital en la ciudad de Acarigua. Más tarde, con Antonio Guzmán Blanco en el poder, la división territorial se redujo a siete estados, por lo que Portuguesa pasó a integrar el estado Sur de Occidente, junto con Cojedes y Zamora.
A finales del siglo XIX, la Revolución Restauradora le devolvió al país la división política en 20 estados y, en consecuencia, Portuguesa y Cojedes volvieron a ser Zamora. Finalmente, el 5 de agosto de 1909 se promulgó la Constitución Nacional, que establecía que Venezuela estaría conformada por un Distrito Federal, dos Territorios Federales y 20 estados, uno de los cuales sería Portuguesa con capital en la ciudad de Guanare.

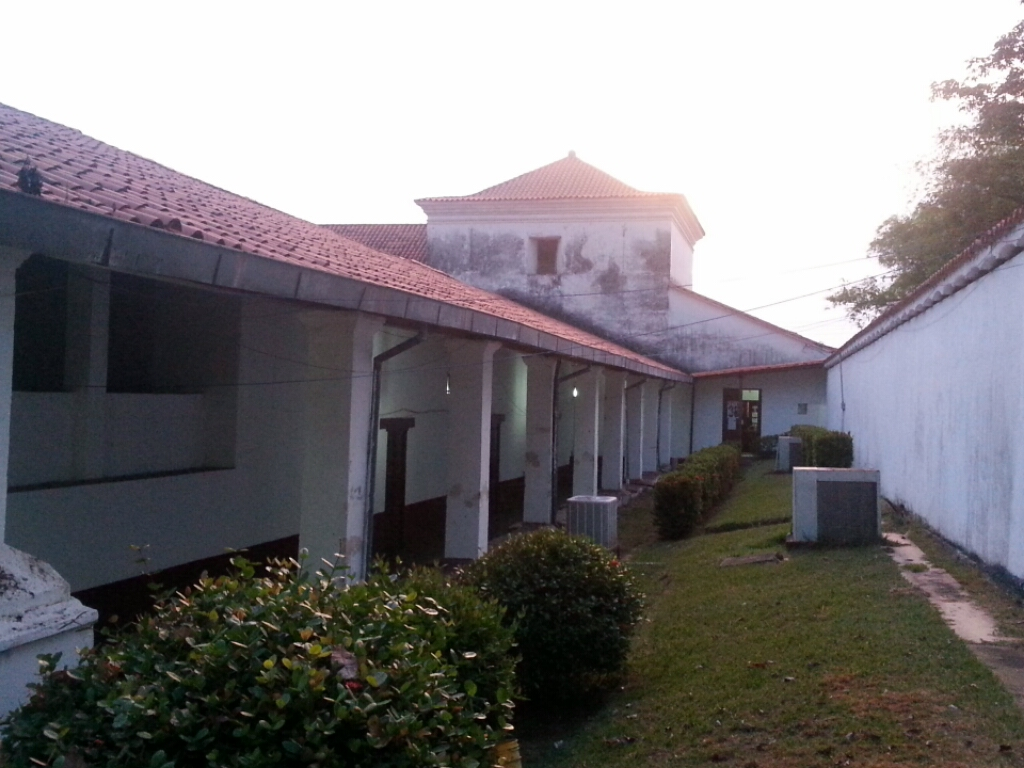
Sede del Vicerectorado de la UNELLEZ de GUANARE

## Economía
Los rubros de mayor producción en la entidad son ajonjolí, algodón, sorgo, caña de azúcar, tabaco. En la actividad pecuaria se destaca la cría de bovinos y porcinos. La actividad maderera es de gran importancia por la producción de madera en rola.

### Complejo Socio Productivo J.J Montilla
Es un complejo socio productivo que integra a más de 20 comunidades, posee una superficie de 149,3 hectáreas dedicadas a la producción de bienes y servicios también cuenta con una unidad piscícola que abarca 18,5 hectáreas y consta de 18 lagunas, cinco para la cría y 13 para el levante y engorde de peces al igual que 120 invernaderos para la producción de frutas y hortalizas en espacios controlados.

### Planta Madre "Guanaguanare"
Fue construida a través del convenio Irán−Venezuela y cuenta con nueve líneas de producción asociadas al procesamiento de miel, lácteos, helados, frutas y hortalizas, así como al almacenamiento en frío de productos cárnicos y al embotellamiento de agua mineral. Produce maquinarias para 24 fábricas.
Se construyó con una inversión de Bs. 67,76 millones y fue inaugurada a mediados del año 2012 por el ejecutivo nacional; se ubica en la zona industrial "las flores" de Guanare sobre una superficie de 40.000 metros cuadrados, consta de 27 mil metros cuadrados y está compuesta por siete galpones.

### Cría
Avícola, bovino y porcino.

### Pesca
Bagre rayado, cajaro, cachama, coporo, palometa y sierra (en ríos).

## Educación

### Universidades públicas
- Universidad Nacional Experimental de Los Llanos Ezequiel Zamora UNELLEZ
- Universidad Politécnica Territorial de Portuguesa J.J. Montilla(UPTP) Extensión Guanare
- Universidad Nacional Experimental Simón Rodríguez (UNESR)
- Universidad Nacional Experimental Rómulo Gallegos (UNERG) — Núcleo de Guanare.
- Universidad Nacional Experimental Francisco de Miranda (UNEFM)
- Universidad Bolivariana de Venezuela Extensión Guanare
- Universidad de los Andes, Facultad de Medicina Extensión Guanare
- Universidad Nacional Abierta Extensión Guanare
- Universidad Pedagógica Experimental Libertador
- Universidad Nacional Experimental Politécnica de la Fuerza Armada Bolivariana U.N.E.F.A. Núcleo Guanare.
- Universidad nacional Experimental "Samuel Robinson"

### Universidades privadas
- Universidad Metropolitana CENDECO
- Colegio Universitario Fermín Toro C.U.F.T.
- Instituto Universitario de Tecnología para la Informática I.U.T.E.P.I.

## Salud
- Hospital Universitario Dr. Miguel Oraá.
- Hospital Clínico del Este CA.
- Centro Médico Portuguesa CA.
- Centro Médico Dr. Octavio Guédez Angúlo.(Caprellanos).
- Clínica Dr. José Gregorio Hernández.
- Centro Especialista Dr. Luis Razetti.
- Centro Clínico Las Mercedes.
- Centro Clínico San Rafael de la Paz.
- Centro Clínico La Cordillera
- Clínica los próceres.
- Clínica San Miguel Arcángel.
- Centro profesional Plaza real.
- Clínica Sucardio.
- Centro de especialidades medicas UNEMO

## Medios de comunicación

### Impresos
| Diarios                | Ciudad (Sede) |
| ---------------------- | ------------- |
| Periódico de Occidente | Guanare       |
| Última Hora            | Acarigua      |
| El Regional            | Acarigua      |

### Emisoras de Radio
- 89.3 Hit FM
- 91.1 Franciscana
- 92.5 Suprema[8]
- 95.1 Viene FM
- 96.7 Rey Stereo
- 97.5 Alfa Stereo
- 98.3 Guanareña
- 101.3 Universal
- 102.1 Luz del Mundo
- 103.3 Urbana
- 103.7 Elite
- 105.1 Coromotana
- 106.3 Celestial
- 107.1 Desafío

### Estaciones de TV
- Televisora Regional de Portuguesa (Canal 31 señal abierta, canal 9 Intercable).
- Kairos TV (Canal 45 señal abierta, canal 13 Cable Norte).
- Luz TV (Canal 37 señal abierta)

## Patrimonio

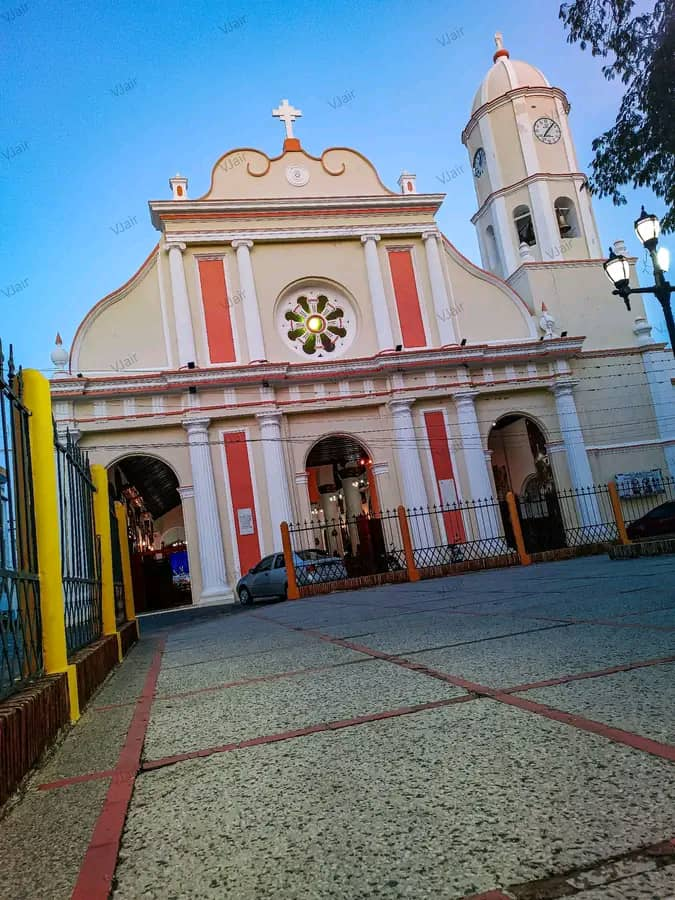
Catedral de Guanare (2024)

Santuario Nacional Nuestra Señora de Coromoto, a pocos kilómetros de Guanare, ubicado en la parroquia Quebrada de la Virgen, se encuentra el templo votivo, hoy basílica menor. El proyecto de construcción lo elaboró el arquitecto Erasmo Calvani en 1975, pero no fue sino hasta principios de 1980 cuando se iniciaron los trabajos. La obra se interrumpió en varias oportunidades, por lo que fue inaugurado en febrero de 1996. Fue construido empleando concreto. En la girola se pueden admirar bellos vitrales, obra del artista Guillermo Márquez. Tiene pisos de mármol y tres altares, incluyendo al altar mayor.
Visitar el templo de patrona de Venezuela es prácticamente una parada obligatoria, no importa si usted es católico o practicante de cualquier otro credo: Poca es la gente que no se impresiona ante la inmensidad del templo, su impactante diseño y la belleza de los vitrales. Un detalle muy particular que se esconde en el Santuario de la Virgen de Coromoto, es una colección de valiosos objetos religiosos que se encuentran detrás del altar, la cual es conservada hoy en día casi como un secreto para los feligreses y turistas de la zona.

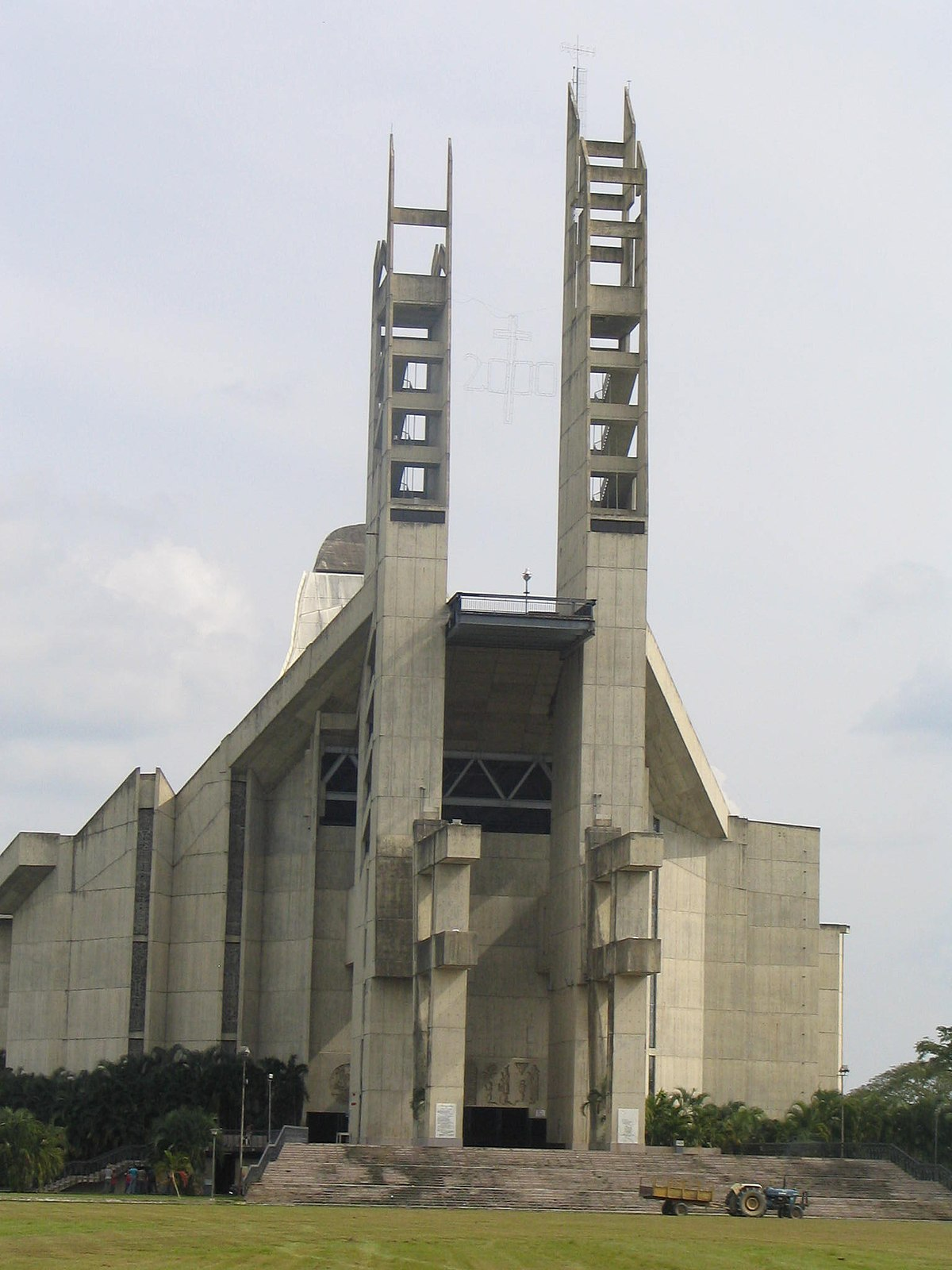
Santuario Nacional Nuestra Señora de Coromoto (Basílica Menor)

Convento de San Francisco. Fue construido por mandato del rey Fernando VI en el año 1756. Luego de alcanzada la independencia de Venezuela en 1825, se convirtió por decreto de Simón Bolívar en el primer colegio de la nación. Posteriormente, pasó a ser el Liceo José Vicente de Unda y hoy el Vicerrectorado de producción Agrícola de la Universidad Experimental de los Llanos Ezequiel Zamora (UNELLEZ).
Basílica Catedral Nuestra Señora de Coromoto, la construcción de este catedral se inició en 1710 con Alejandro Reinoso al frente, y acabó en 1742 a cargo del párroco Valenzuela. Sin embargo, el 15 de octubre de 1872 ocurrió un terremoto en el pueblo que llevó abajo la estructura. A consecuencia de ello, fue necesario cerrar la iglesia para empezar los trabajos de reconstrucción. El 3 de noviembre de 1807, abrió nuevamente sus puertas a los devotos.
La Virgen de Coromoto es la patrona de Venezuela! Y Guanare fue la ciudad donde apareció hace más de 350 años. Esta catedral fue consagrada el 7 de enero de 1996, e inaugurada con la solemne Eucaristía presidida por su Santidad el Papa Juan Pablo II, el 10 de febrero de 1996.

## Urbanismo
- Plaza Francisco de Miranda.
- Plaza Simón Bolívar.
- Plaza Virgen de Coromoto.
- Plaza Andrés Bello
- Plaza Henry Pittier.
- Centro Cultural "Tomas Montilla" (Antigua Concha Acústica)
- Basílica Catedral Nuestra Señora de Coromoto.
- Convento de San Francisco.
- Casacoima.
- Ateneo de Guanare (Antigua Cárcel de Guanare).
- Complejo Ferial José Antonio Páez.
- Museo Inés Mercedes Gómez Álvarez.
- Represa Tucupido.
- Santuario Nacional Nuestra Señora de Coromoto.

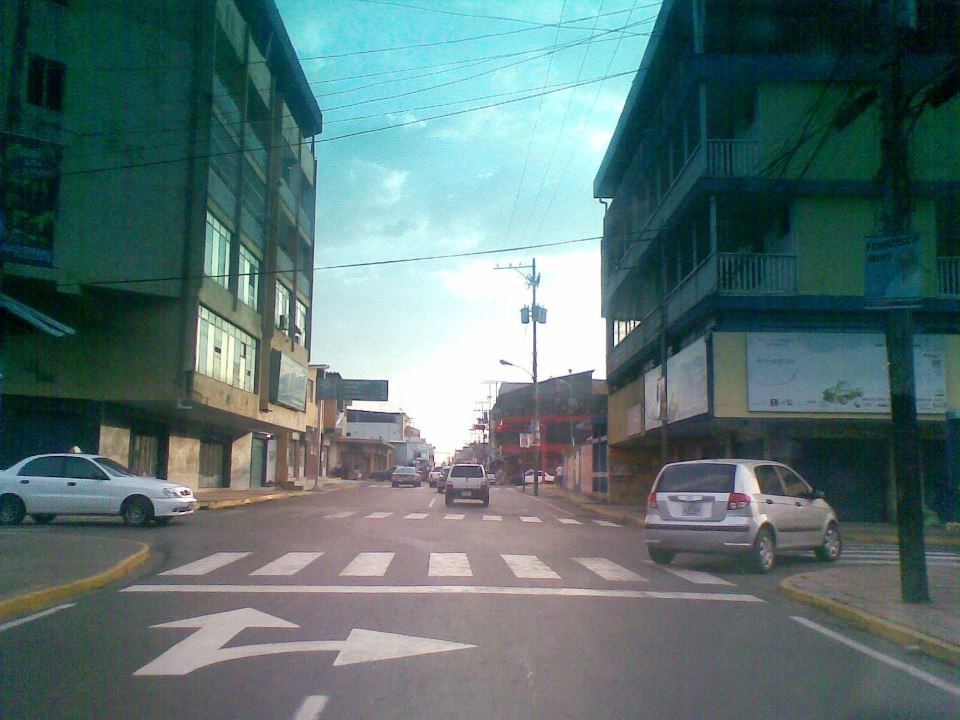
La 5.ª.

- Plaza las Madres.
- Paseo los Ilustres.
- Urbanización Santa Cecilia

## Cultura
Museo Inés Mercedes Gómez Álvarez. Se ubica en el casco colonial del pueblo, en una casa colonial del siglo XVIII, que perteneció a Monseñor José Vicente de Unda. En su interior se puede admirar un juego de recibo de doce piezas, que data de cuando Barinas, Portuguesa y Cojedes formaban el estado Zamora. Igualmente, alberga un oratorio portátil del siglo XVI donde se llevó a cabo la primera misa de Guanare, un juego de cuarto del siglo XIX. Fue creado por decreto el 1° de febrero de 1984, con el apoyo de la Universidad Ezequiel Zamora.
Museo de los Llanos. En el Parque José Antonio Páez, construido en el período 1993-1995. Ofrece al público salas de exposición sobre la cultura llanera y posada al estilo colonial. También cuenta con un Museo Arqueológico, un Archivo Histórico del Estado, una Casa Llanera y una pequeña plaza.
Ateneo Popular de Guanare. Es conocido como "La Bescancera", casa colonial construida a mediados del siglo XVIII. Está ubicado en el pueblo de Guanare y viene a ser un centro de instrucción y difusión de las artes populares.
Teatro Estable de Muñecos de Guanare. Fundado en 1980 por el maestro titiritero Eduardo di Mauro, actualmente un referente importante del arte teatral a nivel Mundial.

### Tradiciones
- Festival Internacional de Música Llanera "El Silbón": Guanare es escenario de relevantes eventos en los cuales congrega a destacados exponentes del canto que llegan de diferentes lugares de Venezuela y Colombia con la finalidad de resaltar la música, el baile, la poesía y el contrapunteo, en lo que es un abrazo de los cultores de música llanera de ambas riberas del río Arauca.

- Festival de Teatro de Portuguesa y Occidente: Es un festival donde se reúnen destacados artistas nacionales e internacionales de destacada trayectoria en el mundo de las tablas se realiza a finales de octubre.
- Lo mejor del mileniun: es una celebración anual de música llanera y toros coleados que por lo general es a mediados de octubre o noviembre del año, con la participación de coleadores a toda Venezuela y presentación de artistas de alta talla. se dan a reparten altas cantidades de dinero a los ganadores y triunfadores del concurso.

## Transporte
Aeropuerto Nacional La Coromoto
Terminal Terrestre de Pasajeros de Guanare

## Deporte
Guanare funciona como sede del equipo de primera división Llaneros de Guanare Fútbol Club desde 26 de agosto de 1984 aunque este equipo ya existía desde 1953. Su sede es el estadio Estadio Rafael Calles Pinto con una capacidad para 13 000 personas. 

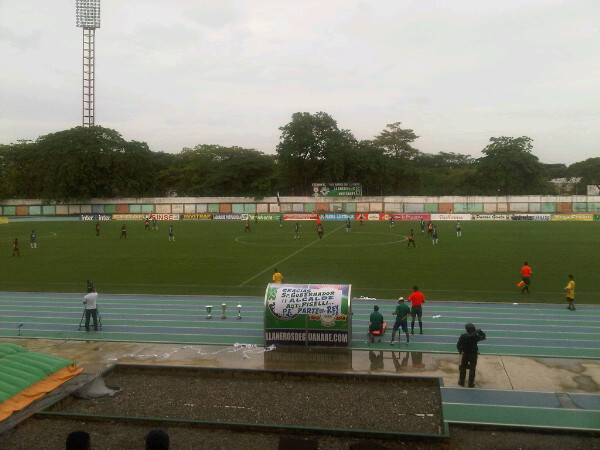
Estadio Calles Pinto

El Coliseo Carl Herrera Allen o llamado más recientemente como Coliseo de Guanare, es una infraestructura deportiva multipropósito posee una capacidad aproximada para albergar 7500 personas. Fue inaugurado por el exgobernador de la alternativa democrática Iván Colmenarez, en honor al insigne baloncestista venezolano Carl Herrera, funciona como sede de los Llaneros de Guanare FutSal. Actualmente se está construyendo la Villa Deportiva de Guanare en las inmediaciones de esta edificación por el actual gobernador Wilmar Castro Soteldo, donde se efectuaron diversas mejoras entre las que destacan trabajos de remodelación y un nuevo sistema de aire acondicionado.

### Equipos deportivos

#### Llaneros de Guanare Fútbol Club
Fundado el 26 de agosto de 1984 (aunque Llaneros de Guanare como tal existe desde el año 1953, ganando en aquel entonces la Primera Copa Flor Chalbaud de Pérez Jiménez, torneo disputado como amateur).Tiene como su sede el estadio Rafael Calles Pinto, un campo que ha sido complicado para muchos equipos y que cuenta con una capacidad aproximada para 13 mil espectadores.
Su primer ascenso a la categoría dorada llegó a los ocho años de fundado, cuando en la temporada 91-92 finalizara en la tercera posición de la Liguilla Final, a la que participaron ocho conjuntos, teniendo que jugar una eliminatoria de promoción o playoff ante el Unión Deportivo Falcón, al que derrotó 1-0 y luego cayó 1-2, jugándose el ascenso desde el fatídico punto penal. Junto con Deportivo Galicia hizo su entrada a la máxima categoría para la campaña 92-93.

#### Atlético Guanare
Comenzó su transitar en la segunda mitad de la temporada 2011-2012, en la Tercera División Venezolana 2012 bajo el nombre de EF Seguridad Ciudadana, donde jugó el Torneo de Nivelación 2012. Formó parte del Grupo Central III. Culminó en la quinta casilla con 11 puntos, producto de 3 victorias, 2 empates y 5 derrotas.
Para la temporada (2012-13), integró el Grupo Occidental I, del cual fue líder con un total de 23 unidades en 10 partidos y solamente una derrota en todo el semestre, que fue de visita en Barinas ante el Unión Atlético Zamora, eventual segundo lugar de la zona; el liderato de grupo le permitió participar en el siguiente torneo de la temporada, el Torneo de Promoción y Permanencia 2013 donde compitió para lograr la promoción a la Segunda División de Venezuela.Compartió en el Grupo Occidental con equipos de la Segunda División como Lotería del Táchira FC y el Club Deportivo San Antonio. Por falta de patrocinio económico, el club solamente logra una victoria en todo el semestre, lo cual ubica al equipo en la séptima casilla con 6 puntos, permaneciendo así en la Tercera Categoría del balompié venezolano para la temporada siguiente. Que el equipo se muda de Guanare para Acarigua desapareciendo de los torneos del fútbol venezolano.

## Hermanamiento
- Guadix, España
- Paris, Texas
- Portimão, Portugal

## Personajes
- Carmen Burgos (docente de música, cultura, baile y folklore venezolano)
- Julian Jose Bigott (presentador de TV, radiodifusor, locutor de amplia trayectoria)
- Rafael María Tapia (radiodifusor, defensor de la música llanera y empresario).
- Ivan Colmenarez (dirigente político, periodista,exgobernador de Portuguesa en 1995 - 1998).
- Joel Silva (periodista, abogado, contador, locutor y presentador de tv).
- Jaime Benz Puerta (pastor, presidente y fundador de la obra evangélica luz del mundo).
- Juan Manuel Tamayo (pastor presidente de la iglesia Casa de Dios).
- Antonia Muñoz (exgobernadora de Portuguesa 2000-2004, profesora universitaria y política).
- Ivian Lunasol Sarcos (Miss Venezuela 2010  elegida Miss Venezuela Mundo, y ganadora  Miss Mundo 2011)